# 岡維爾與凱斯山脈
77°7′S 162°16′E / 77.117°S 162.267°E
岡維爾與凱斯山脈（英語：Gonville and Caius Range）是南極洲的山脈，位於維多利亞地的斯科特海岸，處於麥基冰川和德貝納姆冰川之間，以劍橋大學岡維爾與凱斯學院命名。